# Lago di Meugliano
Il lago di Meugliano è un lago morenico dell'Era Glaciale, che si trova a Meugliano, in Valchiusella.

## Caratteristiche

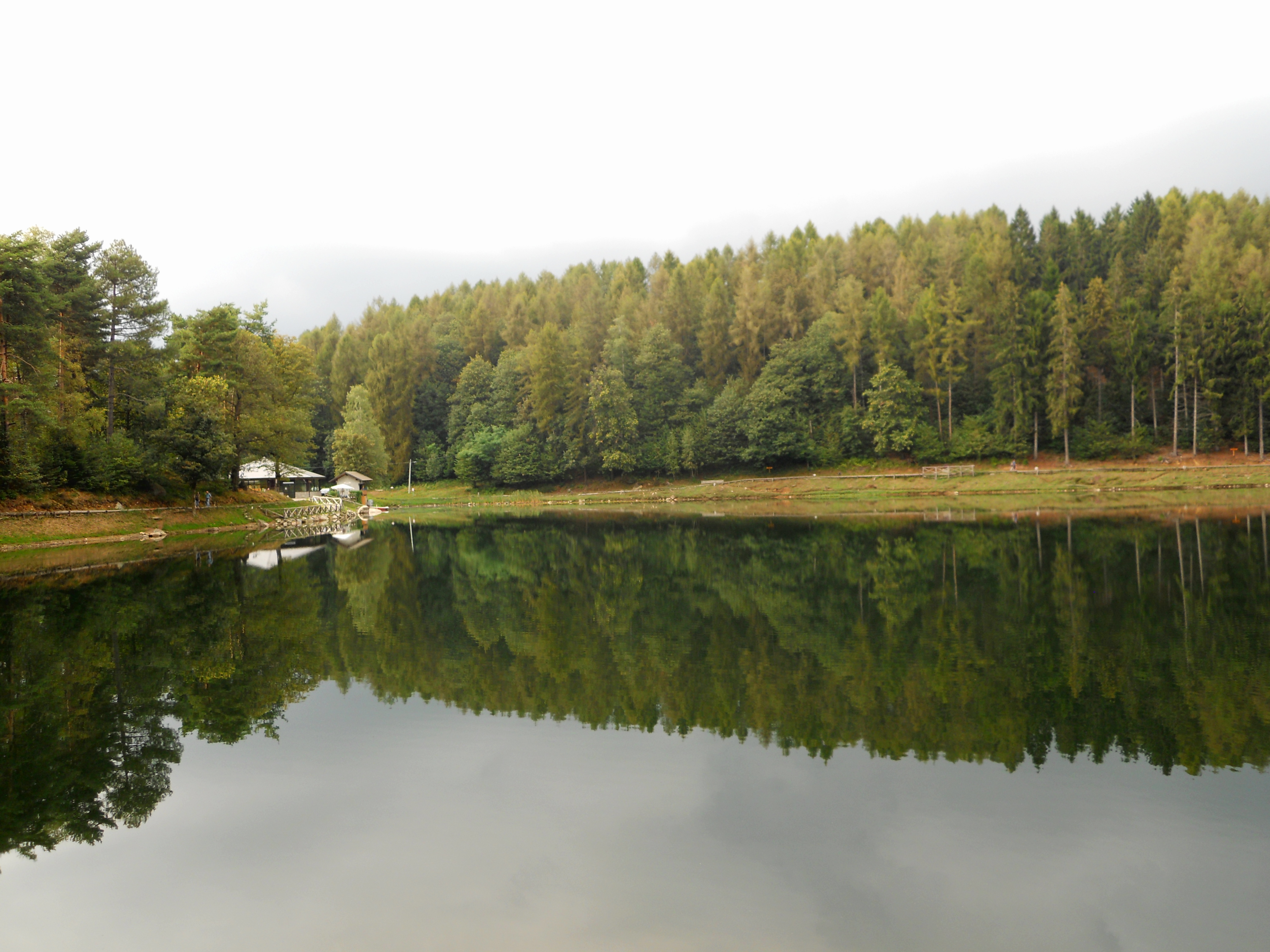
Veduta del lago di Meugliano in tarda estate

Il lago, il cui perimetro misura circa 700 metri, occupa una conca del monte Pianure, a 750 metri sul livello del mare, ha una profondità massima di 11 metri ed appartiene all'anfiteatro morenico di Ivrea. La bassa profondità dell'acqua favorisce il congelamento nella stagione invernale
Il lago è circondato da boschi di conifere (per lo più larici, abeti rossi e pini silvestri). Nei dintorni vi è un consistente gruppo di betulle introdotto negli anni trenta del Novecento, mentre nella parte settentrionale del lago si trova un accenno di giuncheto.

## Protezione della natura
Il lago è incluso nel  sito di interesse comunitario Laghi di Meugliano e Alice (cod.IT1110034), istituito nell'ambito della Direttiva 92/43/CEE (Direttiva Habitat) e designato anche come Zona Speciale di Conservazione.